# Zavraždění svatého Václava (obraz)
Zavraždění svatého Václava je velkoformátový obraz vídeňského malíře Antona Pettera namalovaný v roce 1844, který zachycuje moment zavraždění knížete Václava jeho bratrem Boleslavem. Se svými rozměry 8,5 na 5,1 metru se řadí k největším obrazům v Česku. V tomto ohledu snese srovnání snad jen se Slovanskou epopejí Alfonse Muchy.

## Historie

### Vytvoření díla
Obraz Zavraždění svatého Václava se měl stát ozdobou oltáře olomouckého dómu svatého Václava. Po dokončení díla měl však tehdejší olomoucký arcibiskup Maxmilián Josef Sommerau-Beckh, který si dílo roku 1838 objednal, k obrazu výhrady. Arcibiskupovi se nelíbilo, že Václav nemá svatozář, že bratrovrah je umístěn v popředí a požadoval, aby knížecí insignie neodnášel Boleslav, ale postavy v pozadí. Petter musel dílo přemalovat, ale po kritickém přijetí na vídeňské výstavě se arcibiskup rozhodl, že obraz místo do dómu, uschová v budově olomouckého arcibiskupství. Odtud plátno putovalo do Kroměříže a zde zůstalo na dlouhou dobu zapomenuto na půdě arcibiskupského zámku. Poslední zmínka archivářů o tomto obrazu pochází z roku 1921.
| „                                                    | …obraz malovaný na těžkém konopném plátně, mající velké rozměry 8,5 x 5,1 m, vlastní tíží se zlámal v tolik pruhů, kolik tvořilo vinů, čímž ovšem se stal nejen nepotřebným, ale i nezřetelným… | “ |
| — Antonín Breitenbacher, kroměřížský archivář (1921) | |   |

### Restaurace
Roku 2011 byl obraz z podnětu prof. Ivo Hlobila znovuobjeven a za podpory olomouckého arcibiskupa Mons. Jana Graubnera a Nadace Machinery Fund bylo zafinancováno a uskutečněno zrestaurování a zakonzervování díla. Práce na první etapě restaurování probíhaly v dílně manželů Bergerových v Písečné u Žamberka. Plátno pak bylo vystaveno v Ostravě v prostorách bývalého plynojemu v Dolní oblasti Vítkovic. Vernisáž proběhla 28. září 2012 v Multifunkční aule Gong a zároveň s ní byla vyhlášena veřejná sbírka na financování druhé etapy záchrany díla, při které měly být obnoveny autentické barvy, hloubka i lesk. V Ostravě visel obraz do 28. září 2013.
Na druhou etapu bylo potřeba získat 600 tisíc korun, což se nakonec podařilo a po jednáních mezi olomouckým arcibiskupstvím, kterému obraz patří a magistrátem města Opavy, byla dohodnuta dlouhodobá zápůjčka městu. Obraz se nyní nachází v prostorách odsvěceného Kostela svatého Václava v Opavě, kde pro něj byla ve spolupráci s AP Atelierem postavena speciální 1 291 cm vysoká konstrukce. Výška konstrukce odkazuje na rok založení Dominikánského kláštera v Opavě. Ke slavnostnímu odhalení zrestaurovaného obrazu došlo u příležitosti Dnů evropského dědictví dne 6. září 2014 a město jej má v zápůjčce na 10 let.